# Kai Boeckmann
Kai Boeckmann (* 1964) ist ein deutscher Diplomat. Er war von 2018 bis 2022 deutscher Botschafter in Bahrain.

## Leben
Kai Boeckmann studierte Rechtswissenschaft an der Universität Passau, an der er 1991 sein 1. Juristisches Staatsexamen absolvierte. Vorher, 1988, hatte er am King’s College London ein Diplom in Legal Studies erlangt. Nach einem Rechtsreferendariat in Hamburg und einem 2. Juristischen Staatsexamen trat er 1994 in den Auswärtigen Dienst ein.
Kai Boeckmann ist verheiratet und hat einen Sohn.

## Diplomatischer Werdegang
Auslandseinsätze hatte er als stellvertretender Leiter des deutschen Verbindungsbüros in den palästinensischen Gebieten (Jericho), im deutschen Generalkonsulat Buenos Aires (im Range eines Konsuls) und in der Botschaft Rom (zuständig für die Presse). In der deutschen Botschaft in Kairo war er ständiger Vertreter des Botschafters. Bis August 2018 war Kai Boeckmann Leiter des Referats Personalbezahlung im Auswärtigen Amt.
Als Nachfolger des Botschafters Alfred Simms-Protz und des Geschäftsträgers a. i. Martin Lötzer wurde Kai Boeckmann 2018 zum deutschen Botschafter in Manama ernannt. Er war dort bis 2022. Sein Nachfolger in Bahrain ist Clemens Hach.